# Comatrice
En algèbre linéaire, la comatrice d'une matrice carrée A est une matrice carrée de même taille, dont les coefficients, appelés les cofacteurs de A, interviennent dans le développement du déterminant de A suivant une ligne ou une colonne. Si A est une matrice inversible, sa comatrice intervient également dans une expression de son inverse.
Dans cette page, A désigne une matrice carrée d'ordre n à coefficients dans un anneau commutatif K.

## Définitions
Le cofacteur d'indice i, j de A est :
{\displaystyle \left(\operatorname {com} A\right)_{i,j}{\overset {\underset {\mathrm {def} }{}}{=}}\det \left(A'_{i,j}\right)=(-1)^{i+j}\det \left(A_{i,j}\right)}, où
- A'i,j est la matrice carrée de taille n déduite de A en remplaçant la j-ème colonne par une colonne constituée uniquement de zéros, sauf un 1 sur la i-ème ligne ;
- Ai,j est la sous-matrice carrée de taille n – 1 déduite de A en supprimant la i-ème ligne et la j-ème colonne (son déterminant fait donc partie des mineurs de A).

La comatrice de A est la matrice de ses cofacteurs.

## Formules de Laplace

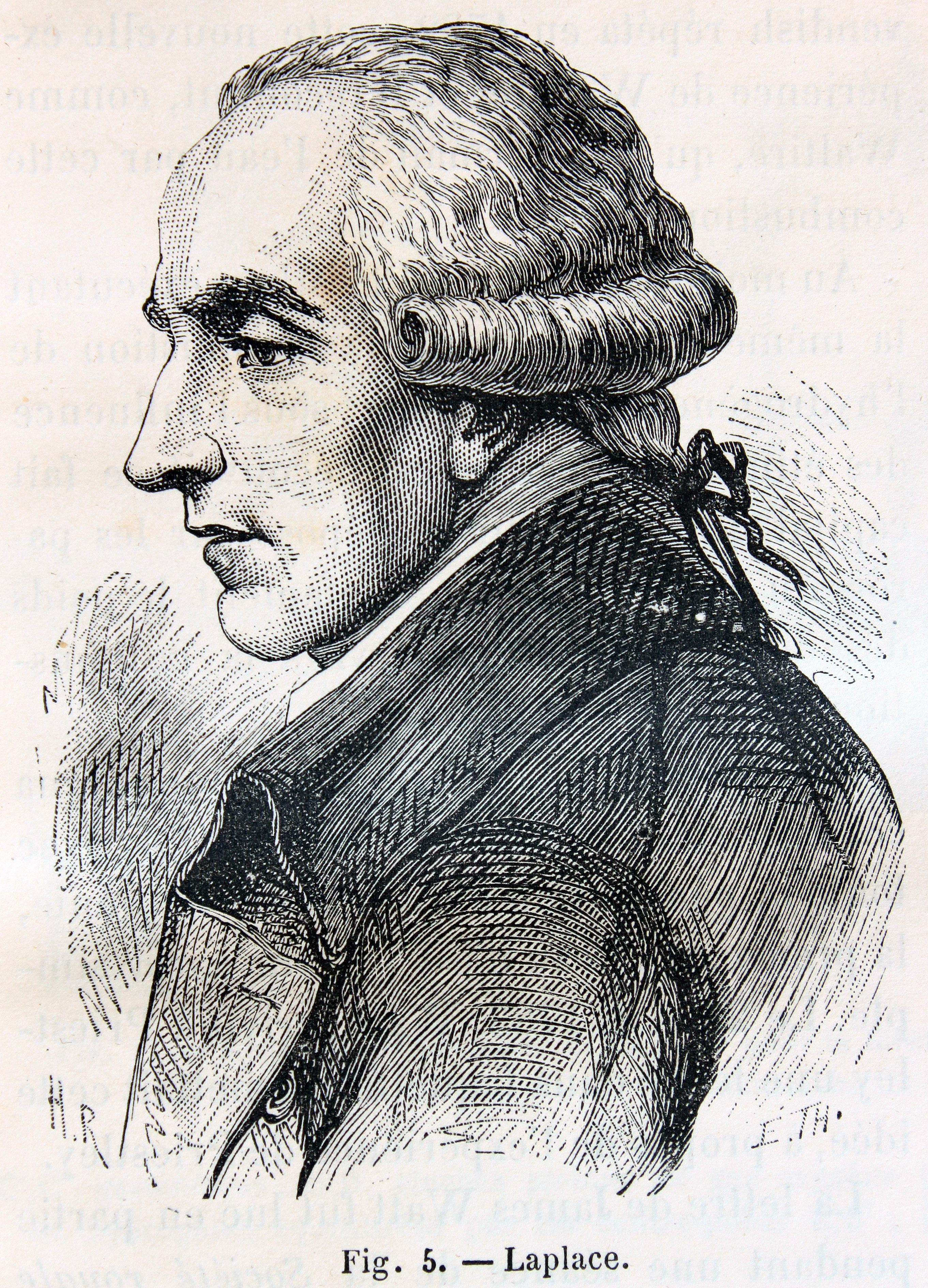
Pierre-Simon de Laplace (1749-1827).

On peut calculer le déterminant de A en fonction des coefficients d'une seule colonne et des cofacteurs correspondants. Cette formule, dite formule de Laplace, permet ainsi de ramener le calcul d'un déterminant d'ordre n à celui de n déterminants d'ordre n – 1.
Formules de développement d'un déterminant d'ordre n :
- par rapport à la colonne j :
{\displaystyle \det A=\sum _{i=1}^{n}a_{i;j}(\operatorname {com} A)_{i,j}} ;
- par rapport à la ligne i :
{\displaystyle \det A=\sum _{j=1}^{n}a_{i;j}(\operatorname {com} A)_{i,j}}.

## Généralisation
La formule suivante se déduit des formules de Laplace et les inclut :
{\displaystyle A\;{}^{\operatorname {t} }\!{\operatorname {com} A}=\left({}^{\operatorname {t} }\!{\operatorname {com} A}\right)\;A=\left(\det A\right)\;\mathrm {I} _{n}},
où In désigne la matrice identité de même taille n que A.
La matrice transposée de la comatrice est appelée matrice complémentaire de A. Notamment si det A est inversible dans K, alors A est inversible dans Mn(K) et son inverse est un multiple de la matrice complémentaire, ce qui veut dire qu'on a obtenu une formule pour l'inverse, ne nécessitant « que » des calculs de déterminants :
{\displaystyle A^{-1}={\frac {1}{\det A}}\,{}^{\operatorname {t} }\!{\operatorname {com} A}}.
Cette formule n'a guère qu'un intérêt théorique car en pratique, elle est trop lourde pour calculer explicitement A−1 dès que n ≥ 4 et la méthode plus élémentaire à base d'opérations élémentaires sur les lignes (inversion par pivot de Gauss) est plus efficace, aussi bien pour l'humain que pour la machine.

## Propriétés de la comatrice
- Compatibilité avec la transposition : com(tA) = t(com A).
- Compatibilité avec le produit[3] : com In = In et pour toutes matrices carrées A et B d'ordre n, com(AB) = (com A)(com B).
- Rang (si K est un corps commutatif) :
  - si A est de rang n (c.-à-d. A inversible), com(A) aussi (jointe à la précédente, cette propriété assure que l'application « comatrice » se restreint en un endomorphisme du groupe linéaire GLn(K)) ;
  - si A est de rang n – 1, avec n ≥ 2, com(A) est de rang 1 ;
  - si A est de rang inférieur ou égal à n – 2, com(A) = 0.
- Déterminant : si n ≥ 2, det(com A) = (det A)n–1.
- Comatrice de la comatrice[3] : si n ≥ 2, com(com A) = (det A)n – 2 A.
- Si P(X) = det(A – X In) est le  polynôme caractéristique de A et si Q est le polynôme défini par Q(X) = (P(0) – P(X))/X, alors[3] : t(com A) = Q(A).

## Exemples

### Matrices de taille (1,1)
La comatrice de toute matrice de taille (1,1) est la matrice identité I1 = (1).

### Matrices de taille (2,2)
Pour une matrice de taille (2,2) la comatrice a la forme suivante:
{\displaystyle \operatorname {com} {\begin{pmatrix}a&b\\c&d\end{pmatrix}}={\begin{pmatrix}d&-c\\-b&a\end{pmatrix}}}.

### Matrices de taille (3,3)
{\displaystyle \operatorname {com} {\begin{pmatrix}a_{11}&a_{12}&&a_{13}\\a_{21}&a_{22}&&a_{23}\\a_{31}&a_{32}&&a_{33}\\\end{pmatrix}}={\begin{pmatrix}+{\begin{vmatrix}a_{22}&a_{23}\\a_{32}&a_{33}\end{vmatrix}}&-{\begin{vmatrix}a_{21}&a_{23}\\a_{31}&a_{33}\end{vmatrix}}&+{\begin{vmatrix}a_{21}&a_{22}\\a_{31}&a_{32}\end{vmatrix}}\\-{\begin{vmatrix}a_{12}&a_{13}\\a_{32}&a_{33}\end{vmatrix}}&+{\begin{vmatrix}a_{11}&a_{13}\\a_{31}&a_{33}\end{vmatrix}}&-{\begin{vmatrix}a_{11}&a_{12}\\a_{31}&a_{32}\end{vmatrix}}\\+{\begin{vmatrix}a_{12}&a_{13}\\a_{22}&a_{23}\end{vmatrix}}&-{\begin{vmatrix}a_{11}&a_{13}\\a_{21}&a_{23}\end{vmatrix}}&+{\begin{vmatrix}a_{11}&a_{12}\\a_{21}&a_{22}\end{vmatrix}}\end{pmatrix}}}.
On rappelle que {\displaystyle {\begin{vmatrix}a&b\\c&d\end{vmatrix}}=ad-bc} (voir déterminant).

## Variations de la fonction déterminant
On suppose ici que K est le corps des réels, et l'on s'intéresse à l'application déterminant, vue comme fonction des coefficients de la matrice :
{\displaystyle \mathbb {R} ^{n^{2}}\simeq \mathrm {M} _{n}(\mathbb {R} )\to \mathbb {R} ,\;A\mapsto \det A}.
La formule de Leibniz montre que c'est une fonction polynomiale (homogène) donc indéfiniment différentiable.
On peut retrouver et préciser cette régularité grâce aux formules de Laplace (voir supra) : en un point A quelconque de Mn(ℝ), la fonction det est affine par rapport à la variable d'indice i, j, et sa dérivée partielle est le cofacteur de A de même indice :
{\displaystyle {\frac {\partial \det }{\partial A_{i,j}}}(A)=(\operatorname {com} A)_{i,j}.}
On en déduit, toujours au point A, le gradient de det (si l'on munit Mn(ℝ) de son produit scalaire canonique) : 
{\displaystyle \nabla \det(A)=\operatorname {com} A}
ou encore, sa différentielle donc son développement limité à l'ordre 1 :
{\displaystyle \det(A+H)=\det A+{\rm {tr}}\left(\left({}^{t}\!\operatorname {com} A\right)H\right)+o\left(\left\|H\right\|\right)}.
Notamment pour le cas où A est la matrice identité :
{\displaystyle \nabla \det(\mathrm {I} _{n})=\mathrm {I} _{n}{\text{ et }}\det(\mathrm {I} _{n}+H)=1+{\rm {tr}}(H)+o(\|H\|)}.

## Comatrice et produit vectoriel
Si A est une matrice réelle d'ordre 3, elle agit sur les vecteurs de l'espace euclidien orienté ℝ3. La comatrice de A décrit alors l'interaction de A avec le produit vectoriel :
{\displaystyle Au\wedge Av=\operatorname {com} A\,(u\wedge v)}.